# レガシー (プレイング・マンティスのアルバム)
『レガシー』（Legacy）は、イギリスのヘヴィメタル・バンド、プレイング・マンティスが2015年に発表した9作目のスタジオ・アルバム。

## 背景
約6年ぶりの新作に当たり、オランダ人の新メンバー、ジョン"ジェイシー"カイペルス（ボーカル）とハンス・イン・ザント（ドラムス）を迎えて制作された。ジャケットの絵は、かつて『タイム・テルズ・ノー・ライズ (戦慄のマンティス)』や『プレデター・イン・ディスガイズ』のアートワークを手がけたロドニー・マシューズによる。

## 反響・評価
日本のオリコンチャートでは2週トップ300入りし、最高110位を記録した。奥村裕司は『YOUNG GUITAR』誌のレビューにおいて「まず驚いたのは、AOR寄りの楽曲が効果的にマイナー臭さを消していること。また、これまでにない太い声質のヴォーカルが、朗々と歌い上げる（時にトニー・マーティン風!）のもかなり新鮮だ」と評している。また、『CDジャーナル』のミニ・レビューでは「彼ららしい抒情派のヴォーカル・メロディと美旋律ギターを満載した作品になっており、新加入ヴォーカルのハイ・トーン・ヴォイスも楽曲を美しく彩っている」と評されている。

## 収録曲
8.は日本盤ボーナス・トラック。
1. ファイト・フォー・ユア・オナー - "Fight for Your Honor" - 5:21
  - 作詞：クリス・トロイ／作曲：ティノ・トロイ、アンディ・バーゲス、クリス・トロイ
2. ジ・ワン - "The One" - 4:00
  - 作詞：ジョン"ジェイシー"カイペルス、アンディ・バーゲス／作曲：アンディ・バーゲス
3. ビリーヴァブル - "Believable" - 5:02
  - 作詞：ジョン"ジェイシー"カイペルス、クリス・トロイ／作曲：ジョン・"ジェイシー"・カイペルス、アンディ・バーゲス、クリス・トロイ
4. トーキョウ - "Tokyo" - 5:47
  - 作詞：ジョン"ジェイシー"カイペルス、クリス・トロイ／作曲：ジョン・"ジェイシー"・カイペルス、ティノ・トロイ、クリス・トロイ
5. ベター・マン - "Better Man" - 4:36
  - 作詞：コリン・ピール／作曲：コリン・ピール、ティノ・トロイ、アンディ・バーゲス、クリス・トロイ
6. オール・アイ・シー - "All I See" - 5:59
  - 作詞：ジョン"ジェイシー"カイペルス、アンディ・バーゲス／作曲：アンディ・バーゲス
7. アイズ・オブ・ア・チャイルド - "Eyes of a Child" - 4:34
  - 作詞：クリス・トロイ／作曲：ティノ・トロイ、アンディ・バーゲス、クリス・トロイ
8. ヒア・トゥ・ステイ - "Here to Stay" - 3:31
  - 作詞：ジョン"ジェイシー"カイペルス、ティノ・トロイ／作曲：ティノ・トロイ
9. ザ・ランナー - "The Runner" - 5:10
  - 作詞・作曲：ティノ・トロイ
10. アゲインスト・ザ・ワールド - "Against the World" - 4:23
  - 作詞：クリス・トロイ／作曲：ティノ・トロイ、アンディ・バーゲス、クリス・トロイ
11. フォーレン・エンジェル - "Fallen Angel" - 5:52
  - 作詞：ジョン"ジェイシー"カイペルス、クリス・トロイ／作曲：ティノ・トロイ、アンディ・バーゲス、クリス・トロイ
12. セカンド・タイム・アラウンド - "Second Time Around" - 4:17
  - 作詞：クリス・トロイ／作曲：ティノ・トロイ、アンディ・バーゲス、クリス・トロイ

## 参加ミュージシャン
- ジョン"ジェイシー"カイペルス - ボーカル
- ティノ・トロイ - ギター、キーボード、バッキング・ボーカル
- アンディ・バーゲス - ギター、キーボード、バッキング・ボーカル
- クリス・トロイ - ベース、キーボード、バッキング・ボーカル
- ハンス・イン・ザント - ドラムス、パーカッション、バッキング・ボーカル

アディショナル・ミュージシャン
- ドン・ガーベット - モーグ・シンセサイザー(on "The Runner")